# Saginaw, Michigan
Saginaw este o localitate, municipalitate și sediul comitatului omonim, Saginaw, statul Michigan, Statele Unite ale Americii.
1. ↑  2010 U.S. Gazetteer Files, accesat în 9 iulie 2020
2. ↑  GeoNames, accesat în 15 mai 2019